# 1618 no Brasil
Esta é uma cronologia dos fatos acontecimentos de ano 1618 no Brasil.

## Eventos
- Em andamento: 
  - 1580-1640: Dinastia Filipina em Portugal (período da chamada "União Ibérica").
  - 1617-1621: Mandato de Luís de Sousa como governador-geral do Brasil.[1]
- 13 de janeiro: Levante dos Tupinambás, conflito entre indígenas e portugueses em Belém do Pará.

## Mortes
- 6 de junho: James Lancaster, corsário inglês que liderou o ataque ao Recife em 1595 (m. 1554).